# Гульдфогельн-Арена
Гульдфогельн-Арена (швед. Guldfågeln Arena) — футбольный стадион в шведском городе Кальмар, домашняя арена футбольного клуба «Кальмар». Построен в 2011 году. Кроме футбольных матчей, используется для проведения концертов. Вместимость стадиона меняется в зависимости от мероприятий, которые на нём проходят: для концертных событий максимальная вместимость составляет 15 000 зрителей, на матчах Чемпионата Швеции по футболу Гульдфогельн-Арена может принять 12 182 зрителей, а в международных футбольных соревнованиях их количество ограничено 11 000.

## История
12 декабря 2009 года в 12:00 по местному времени была открыта церемония закладки фундамента нового стадиона футбольного клуба «Кальмар». В церемонии приняли участие около 700 человек, среди которых были как чиновники, так и обычные болельщики клуба. Проект комплекса был разработан архитектурным бюро «Тенгбом», а генеральным подрядчиком стала компания NCC. Общий бюджет составил 250 миллионов крон. Строительство было завершено в 2011 году, а 11 апреля того же года арена приняла первый официальный матч, в котором победителя должны были определить «Кальмар» и «Юргорден». Во время этого матча был установлен официальный рекорд посещаемости стадиона, который составил 11 852 зрителя. Заполнить стадион полностью не удавалось из-за того, что болельщики гостей не заполняли отведенные им сектора.
Своё название арена получила вследствие подписания контракта между «Кальмаром» и ЗАО «Гульдфогельн» (швед. Guldfågeln Ltd.), согласно которому компания стала официальным спонсором и получила права на название стадиона до 2017 года. Об этом было сообщено на пресс-конференции, которая состоялась в конференц-зале бывшего стадиона клуба под названием Фредрикссканс. Условия сделки остались неизвестными. Впрочем, во время международных соревнований фигурирует совсем другое название — «Кальмар-Арена», что обусловлено строгими правилами ФИФА относительно спонсорства.
Вместимость стадиона меняется в зависимости от типа мероприятий, происходящих на нём. Так, для матчей Аллсвенскан максимальное количество зрительских мест составляет 12 182, среди которых около 1 500 стоячих, а остальные оборудованы индивидуальными пластиковыми сидениями. На международной арене предельное количество зрителей сокращается из-за недопустимости использования стоячих мест по нормам УЕФА. Все зрительские места защищены от непогоды навесом. Во время проведения концертов арена может принять до 15 000 зрителей. Кроме обычных мест существуют 24 специальные позиции для инвалидов на колясках.
Социальная инфраструктура стадиона включает в себя конференц-зал, рассчитанный на 1200 человек, ресторан для 144 посетителей, 13 киосков, сувенирный магазин, 123 туалета, медиацентр с кафе. Кроме того, здесь размещены 9 раздевалок, прачечная, физиотерапевтические и тренажерные залы, секретариат и другие служебные помещения.
Фасад стадиона выполнен из поликарбоната и может менять цвет, как Альянц Арена в Мюнхене. В отделке применены прозрачный и термопластичный поликарбонат, что может служить как проекционный экран для показа видео на внешних фасадных поверхностях.
Газон Гульдфогельн-Арены выполнен из натурального травяного покрытия, положенного на основу из слоев щебня, песка, компоста и мульчи. Эта технология позволяет без проблем проводить футбольные матчи в сложные погодные условия ранней весной, поздней осенью и во время ливней. Аналогичная конструкция газонов используется на таких известных стадионах, как Олд Траффорд, Энфилд и Эмирейтс.
В 2013 году на Гульдфогельн-Арене запланировано проводить матчи женского Чемпионата Европы по футболу.